# Серхіо Дальма
Серхіо Дальма (Sergio Dalma; нар. 28 вересня 1964, Сабадель, провінція Барселона, Іспанія) — іспанський і каталонський поп-свівак. Народився у місті Сабадель, неладеко від Барселони у Каталонії. Справжні прізвище та ім'я — Жузе́п-Се́ржі Капдабі́ля-Каро́л (кат. Josep Sergi Capdevilla Querol).

## Музична кар'єра
Свою співочу кар'єру Серхіо Дальма починав, беручи участь у різних музичних гуртах, доки не став переможцем у телеконкурсі Gent d'aqui на місцевому каталонському каналі іспанського телебачення, що дало йому змогу підписати контракт на роботу у популярному барселонському нічному клубі the Shadows night-club. А невдовзі Серхіо укладає угоду зі звукозаписуючим лейблом Horus і видає у 1989 р. свою першу платівку «Ця дівчина — моя» (Esa chica es mia). Продажі не виправдали очікувань і витрат рекордингової компанії, але йому дали другий шанс, записавши у 1991 р. другу платівку «Відчуваючи одне одного шкірою» (Sintiéndonos la piel). Цього ж таки року Серхіо Дальма був обраний від Іспанії для участі у міжнародному пісенному конкурсі Євробачення з піснею «Грішні танці» («Bailar Pegados»). І хоча на цьому фестивалі Серхіо Дальма посів лише 4-е місце, успіх у Іспанії в співака був грандіозний. Це був справжній «зоряний час» попспівака. Для нього «відкрився» шлях на іспаномовний ринок естради Латинської Америки. Двічі, у 1992 та 2002 роках, він брав участь у міжнародному музичному фестивалі Вінья дель Мар Viña del Mar у Чилі.
Роком пізніше він видає новий диск «Вгадай» («Adivina»), що досягає вершин музичних чартів у Іспанії завдяки треку «Аве Лусія» («Ave Lucía»). Після цього, у 1994 р. Серхіо Дальма починає співпрацювати зі студією Поліграм — плодом їх співпраці протягом наступних шести років стали чотири музичних альбоми співака. А в 2000 р. уже в статусі попзірки Дальма укладає угоду з записуючим суперлейблом Universal Music Group, з яким він досі вже випустив п'ять дисків.
Серхіо співає іспанською, але в його доробку протягом музичної кар'єри у двох останніх за часом виходу альбомах є пісні каталанською, галісійською та італійською мовами.

## Особисте життя співака
Особисте життя співака не є безхмарним. У 1994 р. Серхіо одружився з Марібель Санс (ісп. Maribel Sanz), через рік народився його єдиний син, названий на честь батька — також Серхіо, а ще невдовзі шлюб співака зазнав краху і розпався, що стало надбанням широкої громадськості. Нині Дальма лишається мегазіркою іспанської музики, періодично зринаючи у повідомленнях світської хроніки.

## Дискографія
- A buena hora (У добрий час, Universal, 2008)
- Todo Lo Que Quieres (Все чого ти бажаєш, Universal, 2005)
- Lo Mejor de Sergio Dalma 1989—2004 (The Best від Серхіо Дальма, Universal, 2004)
- De Otro Color (Інший колір, Universal, 2003)
- Nueva Vida (Нове життя, Universal, 2000)
- Historias Normales (Звичайні справи, Polygram, 1998)
- En Concierto (На концерті, Polygram, 1996, Double CD)
- Cuerpo a Cuerpo (Торкаючись тіл, Polygram, 1995)
- De Colección (Із вибраного, Polygram, 1994)
- Sólo Para Ti (Лише для тебе, 1993)
- Adivina (Вгадай, Horus 1992)
- Sintiéndonos la piel (Відчуваючи одне одного шікірою, Horus, 1991)
- Esa chica es mía (Ця дівчина — моя, Horus, 1989)